# Cantois
Cantois est une ancienne commune, située dans le département de la Gironde, en région Nouvelle-Aquitaine, dans le Sud-Ouest de la France.  Le 1er janvier 2019, elle fusionne avec Arbis pour constituer la commune nouvelle de Porte-de-Benauge.

## Géographie

### Localisation
Cette commune de l'Entre-deux-Mers, située dans l'ancien comté de Benauges, se trouve à 39 km au sud-est de Bordeaux, chef-lieu du département, à 19 km au nord de Langon, chef-lieu d'arrondissement et à 6,5 km au sud-est de Targon, chef-lieu de canton.
| - OpenStreetMap Limite communale |

| Ladaux                   | Montignac           | Saint-Genis-du-Bois |
|                          | Cantois             | Coirac              |
| Arbis (Porte-de-Benauge) | Saint-Pierre-de-Bat | Gornac              |

## Urbanisme

### Voies de communication et transports
Les principales voies de communication routière traversant le village sont la route départementale D 19 qui mène vers le nord à Montignac et au-delà à Branne et vers le sud à Arbis et Saint-Pierre-de-Bat puis au-delà à Saint-Macaire, la route départementale D 119 qui mène vers l'ouest à Ladaux et à la route départementale D 11 qui permet de rejoindre Targon vers le nord et Cadillac vers le sud, la route départementale D 231 qui commence au nord-est du bourg sur la D 119 et mène vers le nord-ouest en direction de Saint-Genis-du-Bois et Frontenac et la route départementale D 227 qui commence dans le bourg et mène vers le sud-ouest à Mourens.
L'accès à l'autoroute A62 (Bordeaux-Toulouse) le plus proche est le no 2 de Podensac qui se situe à 16 km vers le sud-ouest.

L'accès no 1 de Bazas à l'autoroute A65 (Langon-Pau) se situe à 32 km vers le sud.

L'accès le plus proche à l'autoroute A89 (Bordeaux-Lyon) est celui de l'échangeur autoroutier avec la route nationale 89 qui se situe à 26 km vers le nord.
La gare SNCF la plus proche est celle, distante de 13 km par la route vers le sud-ouest, de Cérons sur la ligne Bordeaux-Sète du TER Nouvelle-Aquitaine. Sur la même ligne mais offrant plus d'opportunités de liaisons, la gare de Langon se situe à 18 km par la route vers le sud.

## Toponymie
Le nom de la commune pourrait provenir du mot latin cantus qui désigne un « chant d’homme ou d'oiseau » ou du gascon canto qui signifie « pays ».
En gascon, le nom de la commune est Cantòis.
Ses habitants sont appelés les Cantoisiens.

## Histoire
À la Révolution, la paroisse Saint-Seurin de Cantois forme la commune de Cantois.
La présence d'une motte féodale au lieu-dit la Mazerolle ainsi que des vestiges découverts par l’abbé Labbri témoignent d'un peuplement gallo-romain jusqu'à l’époque médiévale.
Le 1er janvier 2019, elle fusionne avec Arbis pour constituer la commune nouvelle de Porte-de-Benauge dont la création est actée par un arrêté préfectoral du 28 septembre 2018.

## Politique et administration
| Période                                  | Période       | Identité       | Étiquette | Qualité     |
| ---------------------------------------- | ------------- | -------------- | --------- | ----------- |
| Les données manquantes sont à compléter. |               |                |           |             |
| mars 2008                                | mars 2014     | Ludovic Arnaud |           |             |
| mars 2014                                | décembre 2018 | Éric Guérin    |           | Agriculteur |

## Population et société

### Démographie
L'évolution du nombre d'habitants est connue à travers les recensements de la population effectués dans la commune depuis 1793. Pour les communes de moins de 10 000 habitants, une enquête de recensement portant sur toute la population est réalisée tous les cinq ans, les populations de référence des années intermédiaires étant quant à elles estimées par interpolation ou extrapolation. Pour la commune, le premier recensement exhaustif entrant dans le cadre du nouveau dispositif a été réalisé en 2004.

En 2016, la commune comptait 237 habitants, en évolution de +4,41 % par rapport à 2010 (Gironde : +6,91 %, France hors Mayotte : +2,11 %).
| 1793 | 1800 | 1806 | 1821 | 1831 | 1836 | 1841 | 1846 | 1851 |
| ---- | ---- | ---- | ---- | ---- | ---- | ---- | ---- | ---- |
| 255  | 265  | 289  | 299  | 265  | 235  | 217  | 239  | 257  |

| 1856 | 1861 | 1866 | 1872 | 1876 | 1881 | 1886 | 1891 | 1896 |
| ---- | ---- | ---- | ---- | ---- | ---- | ---- | ---- | ---- |
| 262  | 300  | 284  | 272  | 270  | 254  | 223  | 229  | 224  |

| 1901 | 1906 | 1911 | 1921 | 1926 | 1931 | 1936 | 1946 | 1954 |
| ---- | ---- | ---- | ---- | ---- | ---- | ---- | ---- | ---- |
| 217  | 264  | 210  | 214  | 205  | 242  | 219  | 219  | 229  |

| 1962 | 1968 | 1975 | 1982 | 1990 | 1999 | 2004 | 2006 | 2009 |
| ---- | ---- | ---- | ---- | ---- | ---- | ---- | ---- | ---- |
| 222  | 214  | 189  | 201  | 180  | 173  | 199  | 211  | 225  |

| 2014 | 2016 | - | - | - | - | - | - | - |
| ---- | ---- | - | - | - | - | - | - | - |
| 232  | 237  | - | - | - | - | - | - | - |

### Enseignement
La commune de Cantois fait partie du SIRPACES. Il s'agit d'un regroupement pédagogique intercommunal (RPI) qui concerne les communes de Arbis, Escoussans, Cantois et Soulignac. L'école de Cantois se situe dans le bourg du village.

### Manifestations culturelles et festivités
La fête du village de Cantois a lieu chaque année pendant le dernier week-end du mois de juin. Les activités organisées pendant le week-end sont les mêmes depuis de nombreuses années : tournoi de pétanque, tournoi de belote, etc. Depuis 2002, le village organise une randonnée pédestre, équestre et VTT qui s'appelle la « Randonnée du Sanglier ». Cette manifestation attire chaque année de plus en plus de participants. Elle est suivie d'un repas champêtre organisé par le comité des Fêtes.
C'est cette randonnée qui a redoré l'image des fêtes de village de Cantois. Depuis quelques années, le village participe également à un événement nommé « Intervillages ». Il s'agit d'une manifestation au cours de laquelle se rencontrent plusieurs villages du canton. Le principe de cette manifestation étant fondé sur celui de l'émission Intervilles.

## Culture locale et patrimoine

### Lieux et monuments
- L’église paroissiale Saint-Seurin[13] a été édifiée entre les XVIe et XVIIIe siècles. Elle abrite une cloche de 1563 qui serait une de plus anciennes de Gironde et qui a été classée au titre objet des monuments historiques en 1908[14]. Au-dessus la porte d'entrée de la nef se trouve un cadran canonial
- Le monument aux morts, surmonté de la statue du Poilu au repos, réalisée par Étienne Camus.

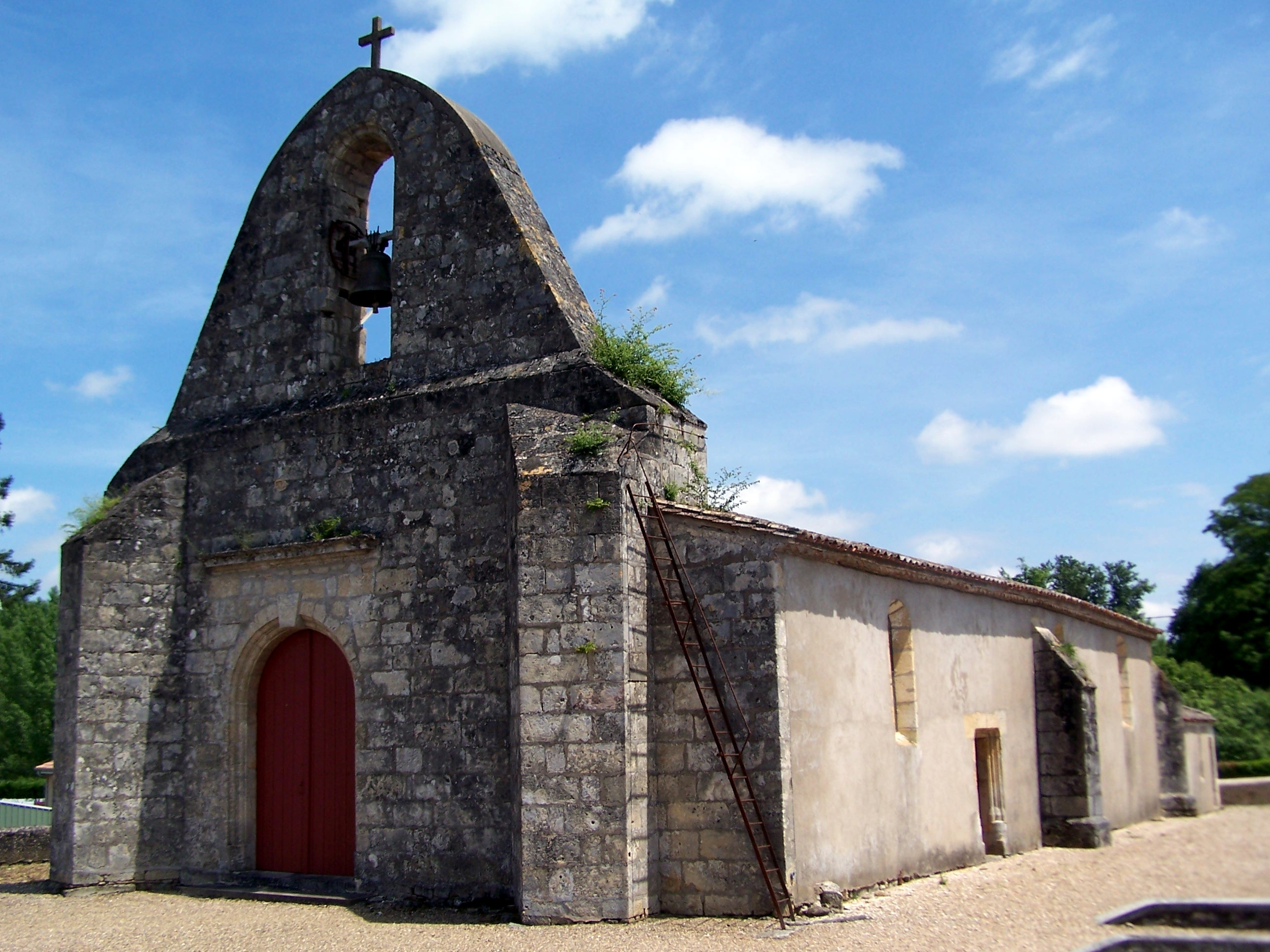
Vue sud-ouest de l'église Saint-Seurin (juin 2013)
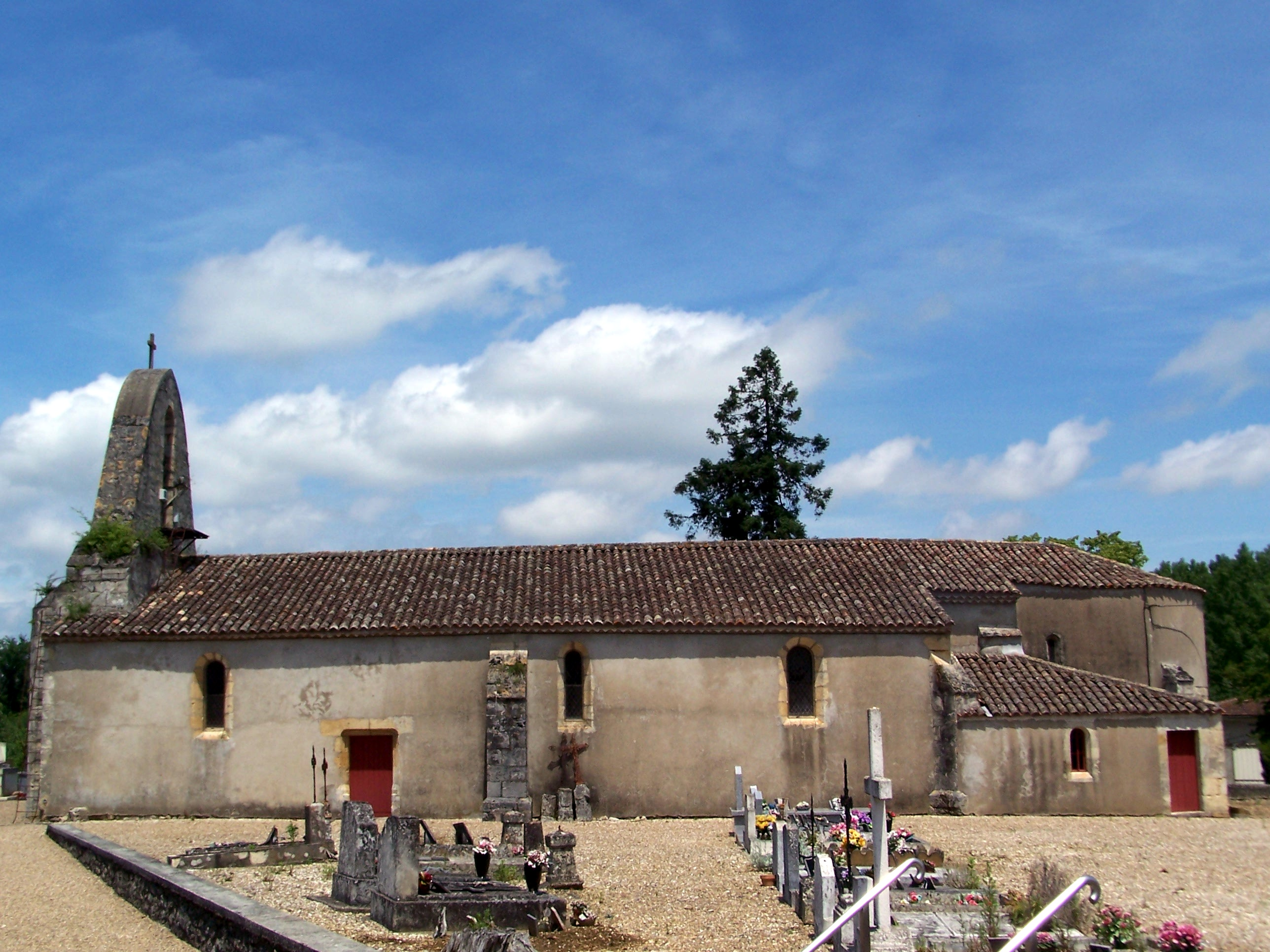
Vue sud de l'église (juin 2013)
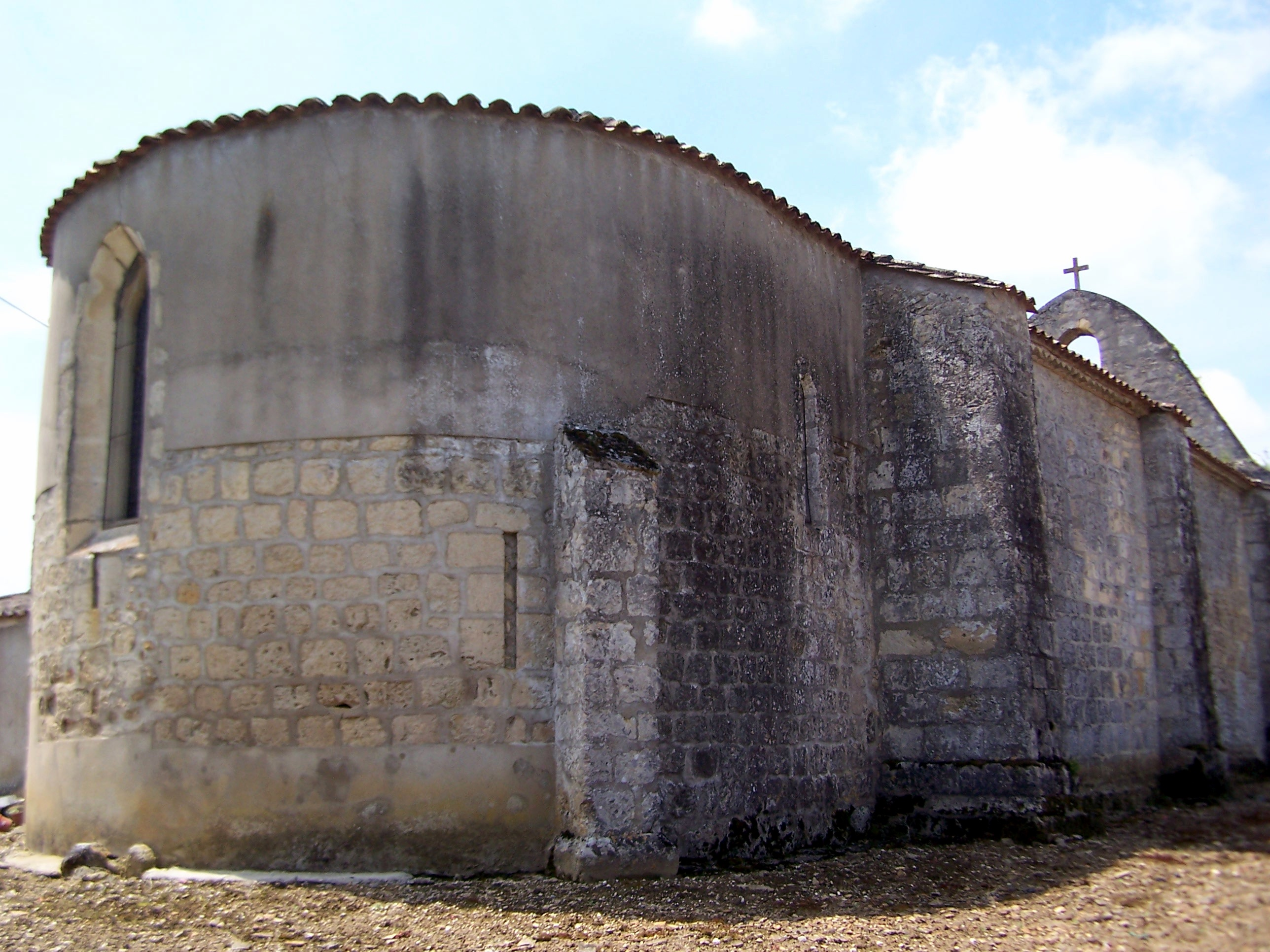
Le chevet (juin 2013)
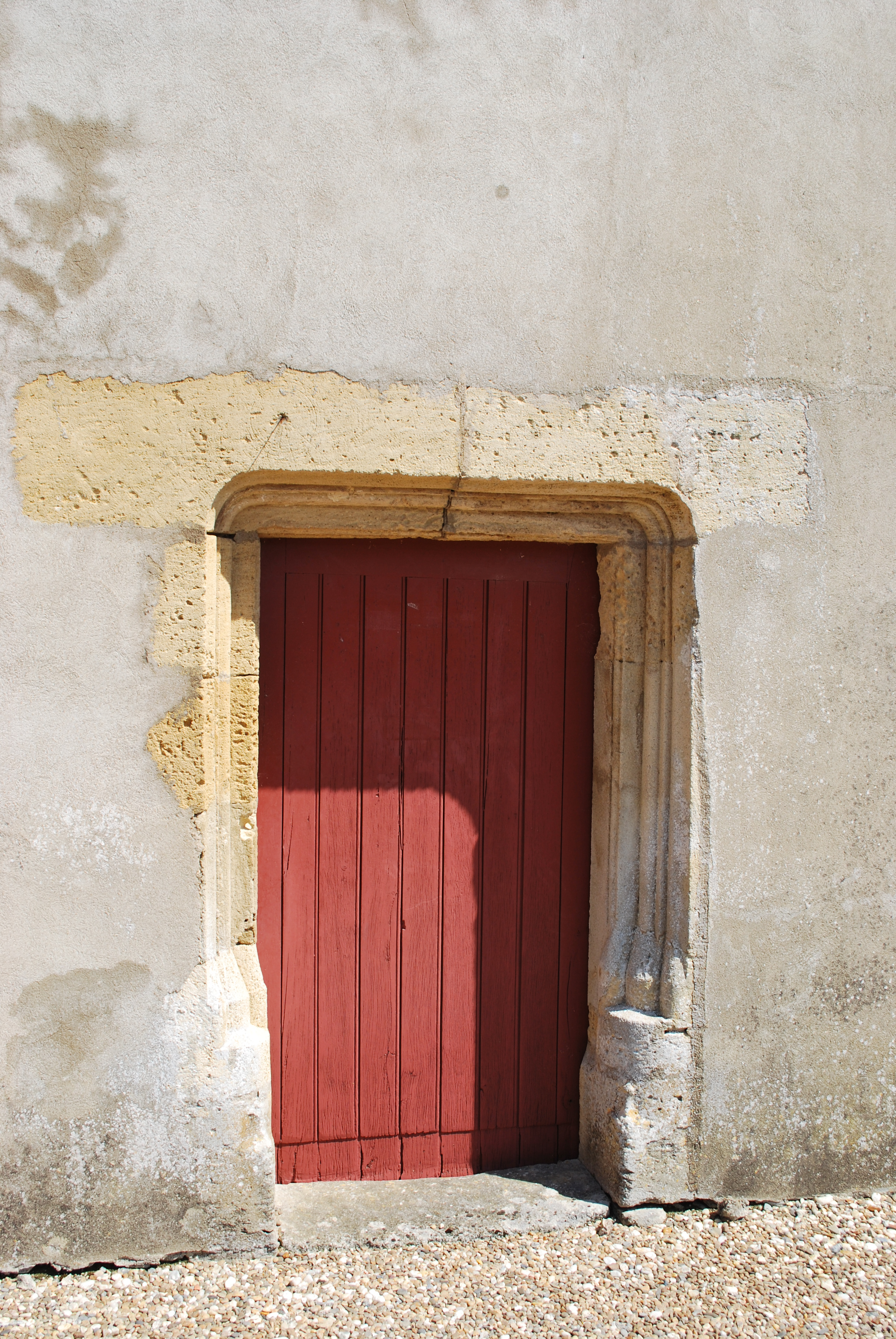
Porte avec cadran
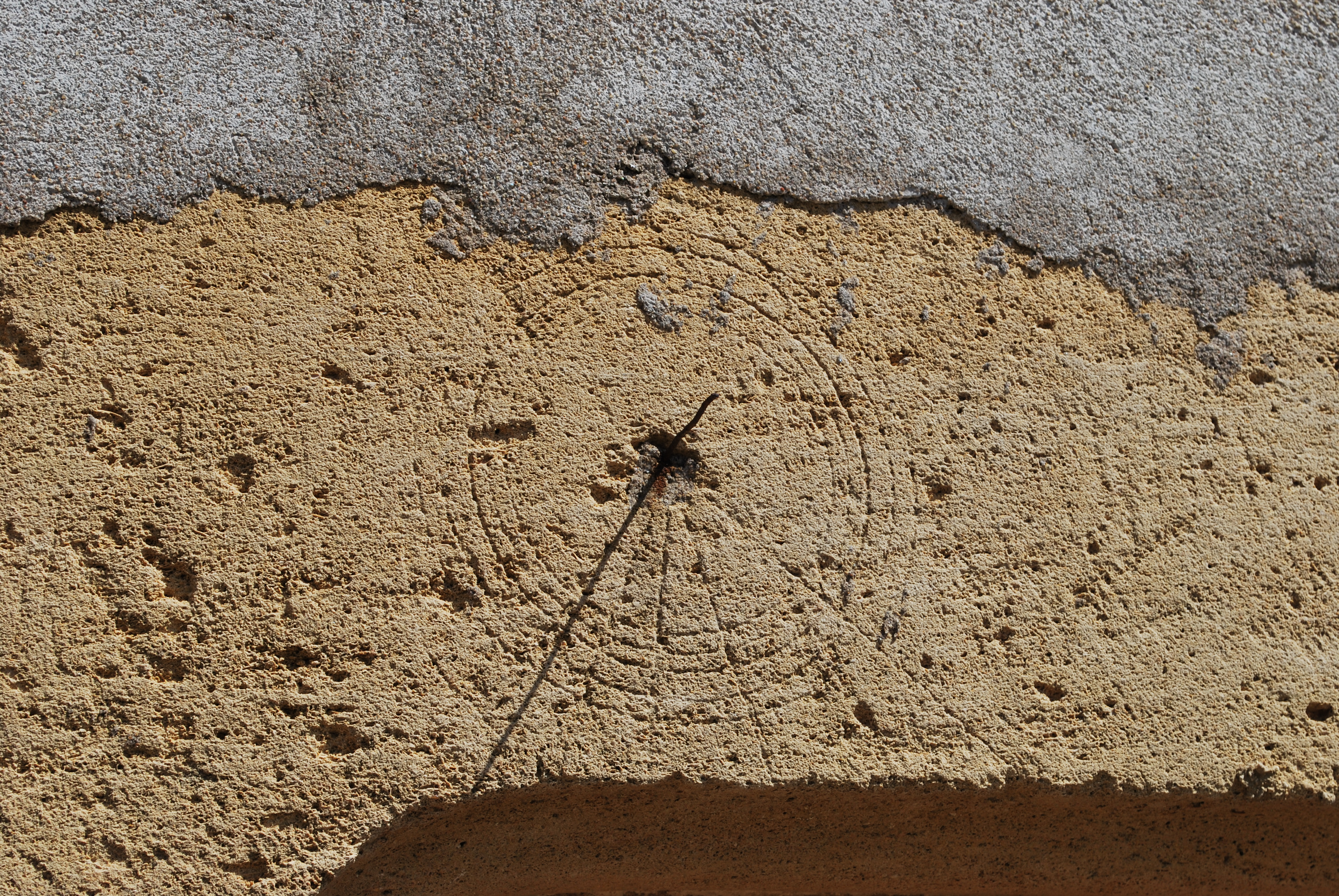
Cadran canonial
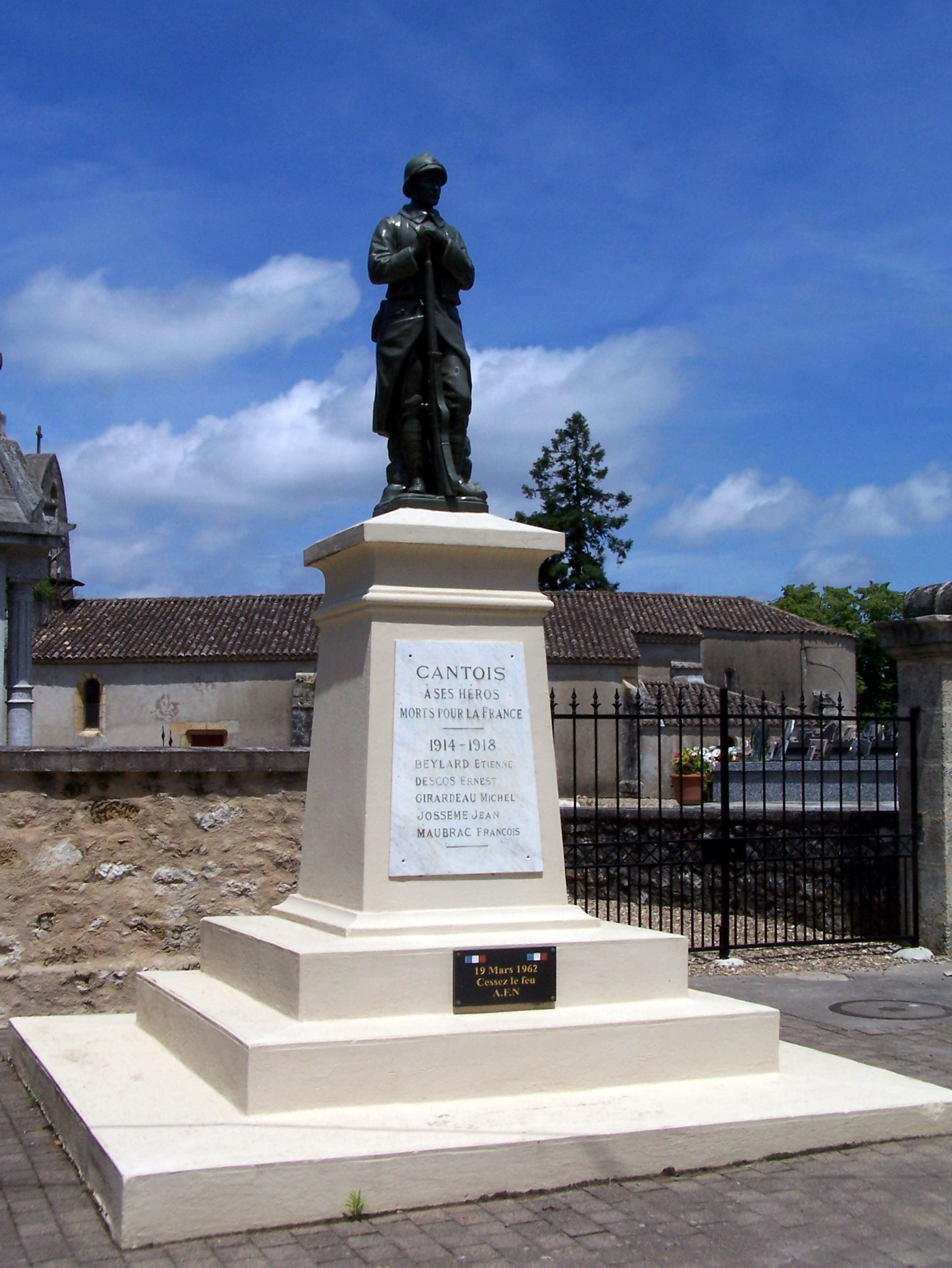
Le monument aux morts à l'entrée du cimetière (juin 2013)